# Frederik Hovius
Frederik Hovius (Hilversum, 25 januari 1898 - Neuengamme, 24 oktober 1942) was een Nederlandse verzetsstrijder tijdens de Tweede Wereldoorlog.
Frederik Hovius was eigenaar van een transportbedrijf en lid van het verzet in het Gooi. Hij werd vanwege zijn verzetsactiviteiten door de Duitsers gearresteerd en uiteindelijk getransporteerd naar het concentratiekamp Neuengamme waar hij in 1942 overleed.
Hovius was getrouwd met Neeltje van der Kolk met wie hij een dochter Christina (Tini) en twee zoons Co en Wim kreeg.
In Hilversum Noord is na de oorlog een straat naar hem genoemd, de Hoviusstraat.